# Huachuang International Plaza Tower 1
El ’’Huachuang International Plaza Tower 1’’ es un rascacielos en Changsha en China. El trabajo comenzó en 2013 y se  terminó en 2017. Alcanzó una altura de 300 metros para 66 pisos convirtiéndolo en uno de los edificios más altos de China y del Mundo.